# Raphaël Lévy
Ne pas confondre avec Raphaël-Georges Lévy, homme politique et économiste.
Raphaël Lévy, né le 25 septembre 1981 à Toulouse, est un joueur professionnel de cartes Magic. Il a été accepté au Hall of Fame en novembre 2006, en étant le premier joueur à y être admis tout en étant encore en activité dans le Pro Tour. Il détient le record de points gagnés en carrière dans le Pro Tour et fait partie des six joueurs à avoir gagné au moins un Grand Prix sur trois continents différents. Il est le seul joueur à n'avoir raté aucun tournoi du pro Tour depuis 1998. En 2013, il remporte le titre de champion du monde par équipe. 